# Tolga Geçim
Tolga Geçim (Adana, 27 marzo 1996) è un cestista turco.

## Palmarès

### Club

#### Competizioni nazionali
- Campionato turco: 1

Anadolu Efes: 2020-21
- Coppa di Turchia: 1

Bandirma Banvit: 2017
- Coppa del Presidente: 1

Anadolu Efes: 2019

#### Competizioni internazionali
- Eurolega: 1

Anadolu Efes: 2020-21